# Irlanda ai XXIII Giochi olimpici invernali
L'Irlanda ha partecipato ai XXIII Giochi olimpici invernali, che si sono svolti dal 9 al 28 febbraio 2018 a PyeongChang, in Corea del Sud, con una delegazione composta da 5 atleti. Il portabandiera è stato lo snowboarder Seamus O'Connor.

## Sci alpino
| Gara             | Atleta          | Manche 1 | Manche 1  | Manche 2 | Manche 2  | Totale  | Totale    |
| Gara             | Atleta          | Tempo    | Posizione | Tempo    | Posizione | Tempo   | Posizione |
| ---------------- | --------------- | -------- | --------- | -------- | --------- | ------- | --------- |
| Patrick McMillan | Combinata       | 1:25.77  | 61        | DNF      | DNF       | DNF     | DNF       |
| Patrick McMillan | Discesa libera  | N.D.     | N.D.      | N.D.     | N.D.      | 1:49.98 | 52        |
| Patrick McMillan | Supergigante    | N.D.     | N.D.      | N.D.     | N.D.      | 1:33.54 | 48        |
| Tess Arbez       | Slalom gigante  | 1:22.12  | 56        | 1:18.12  | 50        | 2:40.24 | 50        |
| Tess Arbez       | Slalom speciale | 59.47    | 51        | 59.00    | 47        | 1:58.47 | 46        |